# Sphacelariales

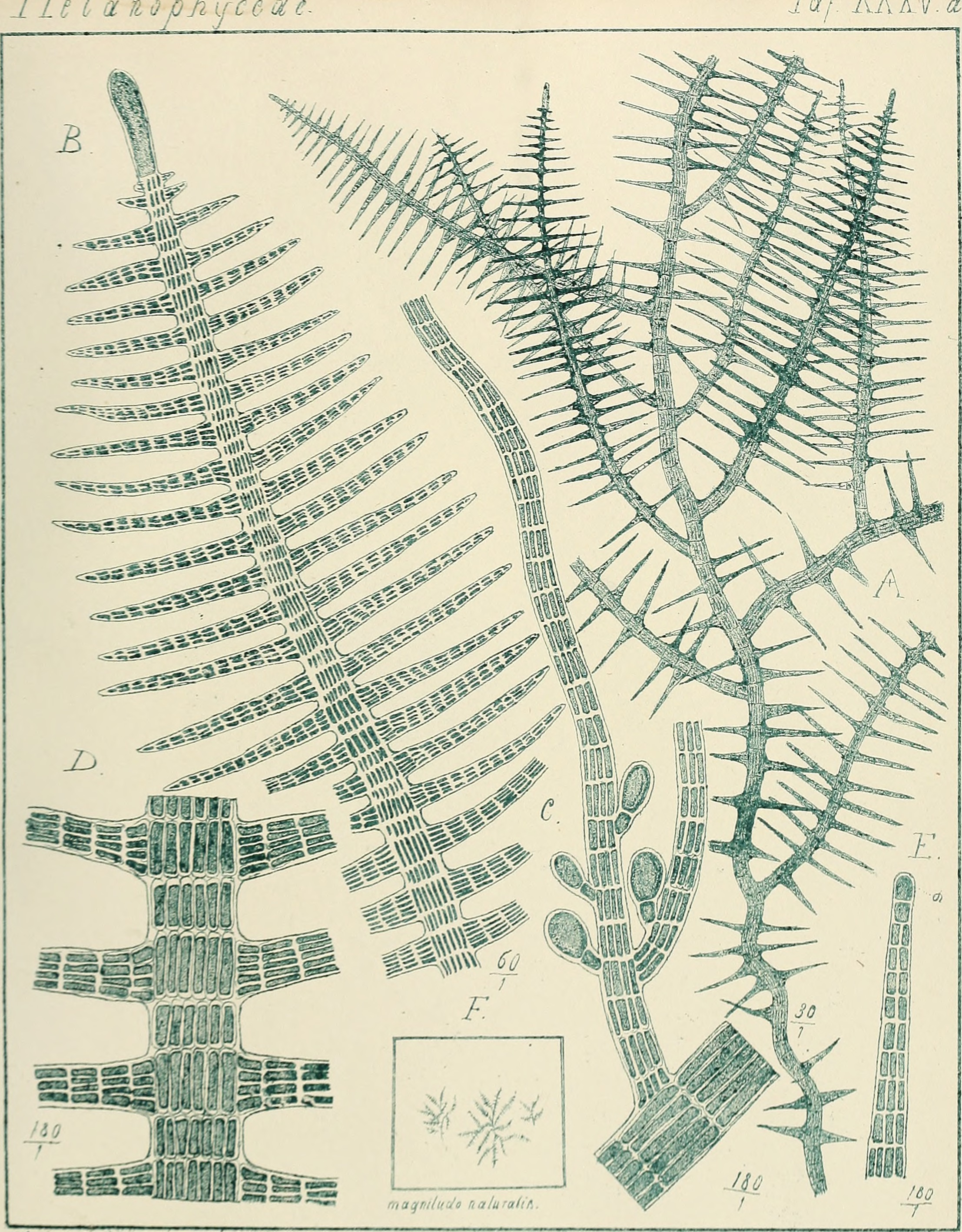
Estrutura das frondes do género Sphacelaria.

Sphacelariales é uma ordem de algas castanhas (classe Phaeophyceae) que agrupa 6 géneros e cerca de 82 espécies.

## Descrição
As Sphacelariales são uma ordem da classe Phaeophyceae (algas castanhas) cujas características morfológicas e biológicas mais distintivas são:
- Apresentam talos polísticos que ainda que de aspecto filamentoso não são haplósticos;
- Crescimento apical localizado em células terminais volumosas, refringentes e fortemente pigmentadas denominadas esfacelas (daí o nome da ordem);
- Ciclo digenético isomórfico.

A ordem inclui as seguintes famílias:
- Ordem Sphacelariales Migula 1909
  - Família Cladostephaceae Oltmanns 1922
  - Família Lithodermataceae Hauck 1883
  - Família Phaeostrophiaceae Kawai et al. 2005
  - Família Sphacelariaceae Decaisne 1842
  - Família Sphacelodermaceae Draisma, Prud’homme & Kawai 2010
  - Família Stypocaulaceae Oltmanns 1922